# 蒋建东
蒋建东（1958年11月—），男，汉族，江苏南京人，中国药学家，中国医学科学院药物研究所所长，长江学者特聘教授，中国农工民主党中央委员会常务委员，第十三届全国政协委员。